# Southern Methodist University
De Southern Methodist University is een particuliere universiteit in University Park in Dallas County (Texas).
De universiteit werd opgericht in 1911 en hangt het methodisme aan, een protestants-christelijke stroming. Van de studenten belijdt echter slechts ongeveer 25% deze geloofsovertuiging.
Een onderdeel van de universiteit is het Meadows Museum dat een grote, kwalitatief hoogwaardige verzameling bezit van Spaanse schilderijen. De universiteit is verder vooral bekend vanwege het onderricht in rechten en economie.
De sportteams van de SMU worden de Mustangs genoemd en maken deel uit van de competitie Conference USA. Het College Football was in de jaren tachtig betrokken bij het grote Ponygate-schandaal.

## Faculteiten
- Geesteswetenschappen en wetenschappen (Dedman College of Humanities and Sciences)
- Techniek
- Kunsten (Meadows School of the Arts)
- Pedagogiek en menselijke ontwikkeling
- Rechtswetenschappen (Dedman School of Law)
- Theologie (Perkins School of Theology)
- Economie (Cox School of Business)

## Verbonden

### Als student
- Lewis Binford (1930-2011), archeoloog
- Theo van Boven (1934), Nederlands jurist
- Harriet Miers (1945), Amerikaans juriste
- Laura Bush (1946), first lady, echtgenote van president George W. Bush
- Frank Ticheli (1958), componist
- Nick Bakay (1959), acteur en cabaretier
- Tony Garza (1961), politicus, diplomaat en jurist
- Alain Sergile (1972), Haïtiaans zwemmer
- Alistair Cragg (1980), Iers atleet
- Colt Knost (1985), golfer
- Kelly Kraft (1988), golfer
- Nastia Liukin (1989), Olympisch gymnaste
- Emily Vavourakis (1989), Belgisch zwemster
- Bryson DeChambeau (1993), golfer

### Onderscheiding
- Marie-Claire Alain (1926), Frans organiste en muziekpedagoge, eredoctoraat
- Tenzin Gyatso (1935), veertiende dalai lama, eredoctoraat
- Santiago Calatrava (1951), Spaanse architect, Algur H. Meadows Award voor exelentie in de Kunst